# Пљева
Пљева је мјесна заједница у општини Шипово, Република Српска, БиХ.

## Географија
Поред насеља извире ријека Пљева која овај назив носи од извора до моста у самом насељу, а даље од моста се зове Плива. Насеље и ријека су добили назив по пљеви коју је избацивала вода на самом врелу ријеке, а за коју се вјерује да дошла од вршидбе из Гламочког поља. Окружено је висовима: Дебела коса, Шиљате греде, Равно до, Пролино богно и Црни врх. Од Шипова је удаљено око 6 до 7 километара. Налази се у подножју планине Виторог. На ријеци је до Другог свјетског рата постојало 17 воденица, а сада само једна.

## Култура
У Пљеви се налази храм Српске православне цркве посвећен Светој Петки. Почетком 20. вијека изграђена је црква брвнара, која је изгорила у пожару 1974. Изградња садашње цркве је трајала од 1976. до 1983, реконструкција је извршена 2010, а освештење 26. септембра 2010. Највећи празници у насељу су Света Петка и Спасовдан.

## Знамените личности
- Рафаила Марковић, српска игуманија

## Спорт
Познато је као туристичко мјесто због извора Пливе и због спортског риболовног ревира на ријеци Пливи, дугог око 2 километра. У том ревиру су у току 2007. године одржана сва регионална, републичка и државна такмичења у риболову, и то у дисциплини fly fishing (мушичарење). На конгресу CIPS-а, одржаном у мају 2007. године у Прагу, одлучено је да ће се европско првенство у мушичарењу 2010. године одржати у Шипову, односно у том ревиру на ријеци Пливи.

## Становништво
Према процјенама из 2011, у насељу живи око 800 становника. Један дио становништва се након Другог свјетског рата у такозваној „Осмој офанзиви“ иселио у Бачку, и то највише у Обровац и Госпођинце.
| Демографија | Демографија | Демографија |
| Година      | Становника  | Становника  |
| ----------- | ----------- | ----------- |
| 1948.       | 2.324       |             |

### Презимена
- Пролe[1]
- Овић[1]
- Кљајић[1]
- Марковић[1]
- Вучен[1]
- Аћимовић[1]
- Ђукић[1]
- Васић[1]
- Келеч[1]
- Летић
- Смиљанић

## Галерија
- Извор ријеке Пливе
- Храм Свете Петке у Пљеви
- Извор Пливе